# Pseudobithynia renei
Pseudobithynia renei is een slakkensoort uit de familie van de Bithyniidae. De wetenschappelijke naam van de soort is voor het eerst geldig gepubliceerd in 1887 door Letourneux.